# Asteroscopus testaceata
Asteroscopus testaceata är en fjärilsart som beskrevs av Heinrich 1917. Asteroscopus testaceata ingår i släktet Asteroscopus och familjen nattflyn. Inga underarter finns listade i Catalogue of Life.